# Loxostege aureodiscalis
Loxostege aureodiscalis là một loài bướm đêm trong họ Crambidae.